# Ylenia Sarteur
Ylenia Sarteur (* 1994) ist eine italienische Naturbahnrodlerin. Sie stammt aus dem Aostatal und nahm in der Saison 2011/2012 erstmals an einem Weltcuprennen teil.

## Karriere
Sarteur nahm ab dem Winter 2008/2009 an einzelnen Einsitzer-Rennen im Interkontinentalcup teil. Regelmäßigere Starts im Europacup, dem Nachfolger des Interkontinentalcups, folgten ab der Saison 2011/2012. Seit diesem Winter startet sie nicht nur im Einsitzer, sondern zusammen mit ihrem Vereinskollegen Matteo Agnesod auch im Doppelsitzer. Größere Erfolge im Europacup blieben aber bisher aus. Das Duo Agnesod/Sarteur nahm auch an der Juniorenweltmeisterschaft 2012 in Latsch teil, bei der sie unter sieben Doppelsitzerpaaren den sechsten Platz belegten. Am Ende des Winters starteten sie zudem erstmals in einem Doppelsitzer-Weltcuprennen. Beim Finale der Saison 2011/2012 in Umhausen belegten sie den zehnten und letzten Platz. Im Einsitzer nahm Sarteur bisher an keinem Weltcuprennen teil.

## Erfolge

### Juniorenweltmeisterschaften
- Latsch 2012: 6. Doppelsitzer (mit Matteo Agnesod)

### Weltcup
- 1 Platzierung unter den besten zehn